# ISO 19135
ISO 19135 „Geographic information – Procedures for item registration“
ist eine internationale Norm aus der Familie der Normen für Geoinformationen ISO 191xx, die Regeln zur Einführung von Registrierungsservices für eindeutige Identifikatoren von Sachverhalten aus dem Bereich der Geoinformationen aufstellt. Sie liegt seit Juni 2007 auch als deutsche DIN EN ISO 19135 vor.
Die Norm könnte z. B. verwendet werden, um die Bezeichnungen von Koordinatenreferenzsystemen zu verwalten.